# Segunda Liga de Macedonia del Norte
La Segunda Liga de Macedonia del Norte (en macedonio: Втора македонска Фудбалска Лига; Vtora Makedonska Fudbalska Liga; también denominada como 2. MFL o Vtora Liga) es la segunda división de fútbol de la República de Macedonia del Norte.

## Equipos de la temporada 2023-24
- Arsimi
- Bashkimi
- Belasica
- Besa Dobri Dol
- Detonit Plachkovica
- Karaorman
- Kozhuf
- Novaci
- Ohrid
- Osogovo
- Pelister
- Pobeda
- Sasa
- Skopje
- Teteks
- Vardar Negotino

## Sistema de competición
La competición es disputada por dieciséis clubes. El sistema del campeonato está definido a través de enfrentamientos entre todos los clubes en partidos de ida y vuelta, de manera que el club que obtiene el mayor puntaje al final del torneo es proclamado campeón y, junto con el subcampeón, ascienden automáticamente a la Primera División. Los tres equipos peor ubicados (puestos 14, 15 y 16) descienden automáticamente a la Tercera Liga. El equipo ubicado en el puesto 13 deberá disputar un play-off contra un equipo de la tercera división por una plaza en la Segunda Liga para la próxima temporada.

## Historial

### 1992-1993
| Temporada | Campeón  |
| --------- | -------- |
| 1992-93   | Ljuboten |

### 1993-2000
| Temporada | Campeón oeste            | Campeón este     |
| --------- | ------------------------ | ---------------- |
| 1993-94   | Ohrid                    | Kožuf            |
| 1994-95   | Makedonija Gjorče Petrov | Pobeda Valandovo |
| 1995-96   | Shkëndija                | Bregalnica Štip  |
| 1996-97   | Skopje                   | Borec            |
| 1997-98   | Rabotnički               | Osogovo          |
| 1998-99   | Napredok                 | Kumanovo         |
| 1999-00   | Shkëndija                | Belasica         |

### 2000-2017
| Temporada | Campeón                  |
| --------- | ------------------------ |
| 2000-01   | Kumanovo                 |
| 2001-02   | Tikveš                   |
| 2002-03   | Bashkimi                 |
| 2003-04   | Bregalnica Štip          |
| 2004-05   | Vlazrimi                 |
| 2005-06   | Pelister                 |
| 2006-07   | Milano                   |
| 2007-08   | Turnovo                  |
| 2008-09   | Teteks                   |
| 2009-10   | Shkëndija                |
| 2010-11   | 11 Oktomvri              |
| 2011-12   | Pelister                 |
| 2012-13   | Makedonija Gjorče Petrov |
| 2013-14   | Sileks                   |
| 2014-15   | Shkupi                   |
| 2015-16   | Pobeda                   |
| 2016-17   | Akademija Pandev         |

### 2017-2022
| Temporada | Campeón oeste                                                         | Campeón este                                                          |
| --------- | --------------------------------------------------------------------- | --------------------------------------------------------------------- |
| 2017-18   | Makedonija Gjorče Petrov                                              | Belasica                                                              |
| 2018-19   | Struga                                                                | Borec                                                                 |
| 2019-20   | No hubo. Belasica y Pelister fueron ascendidos a la Primera División. | No hubo. Belasica y Pelister fueron ascendidos a la Primera División. |
| 2020-21   | Skopje                                                                | Bregalnica Štip                                                       |
| 2021-22   | Sileks                                                                | Pobeda                                                                |

### 2023-presente
| Temporada | Campeón     |
| --------- | ----------- |
| 2022-23   | Voska Sport |

## Palmarés
| Club                     | Títulos | Años de los campeonatos |
| ------------------------ | ------- | ----------------------- |
| Shkëndija                | 3       | 1996-O, 2000-O, 2010    |
| Makedonija Gjorče Petrov | 3       | 1995-O, 2013, 2018-O    |
| Bregalnica Štip          | 3       | 1996-E, 2004, 2021-E    |
| Borec                    | 2       | 1997-E, 2019-E          |
| Kumanovo                 | 2       | 1999-E, 2001            |
| Belasica                 | 2       | 2000-E, 2018-E          |
| Pelister                 | 2       | 2006, 2012              |
| Skopje                   | 2       | 1997-O, 2021-O          |
| Sileks                   | 2       | 2014, 2022-O            |
| Pobeda                   | 2       | 2016, 2022-E            |
| Ljuboten                 | 1       | 1993                    |
| Ohrid                    | 1       | 1994-O                  |
| Kožuf                    | 1       | 1994-E                  |
| Pobeda Valandovo         | 1       | 1995-E                  |
| Rabotnički               | 1       | 1998-O                  |
| Osogovo                  | 1       | 1998-E                  |
| Napredok                 | 1       | 1999-O                  |
| Tikveš                   | 1       | 2002                    |
| Bashkimi                 | 1       | 2003                    |
| Vlazrimi                 | 1       | 2005                    |
| Milano                   | 1       | 2007                    |
| Turnovo                  | 1       | 2008                    |
| Teteks                   | 1       | 2009                    |
| 11 Oktomvri              | 1       | 2011                    |
| Shkupi                   | 1       | 2015                    |
| Akademija Pandev         | 1       | 2017                    |
| Struga                   | 1       | 2019-O                  |
| Voska Sport              | 1       | 2023                    |